# Saudi Professional League 2024/25
Die Saudi Professional League 2024/25 war die 49. Spielzeit der höchsten saudi-arabischen Fußballliga seit ihrer Gründung im Jahr 1976. Die Liga wird aus Sponsorengründen auch Roshn Saudi League genannt. Organisiert wird die Liga vom saudi-arabischen Fußballverband. Der Spielbetrieb begann mit dem ersten Spieltag am 22. August 2024 und endete mit dem letzten Spieltag am 26. Mai 2025. Meister wurde al-Ittihad.

## Teilnehmer
Aufgeführt sind die 18 Vereine, die in der Spielzeit 2024/25 in der Saudi Professional League gespielt haben, sortiert nach ihren 13 Herkunftsstädten. Al-Qadisiyah, al-Orobah FC und al-Kholood sind in die Liga aufgestiegen. Dafür sind der Abha Club, al-Tai FC und al-Hazem in die zweitklassige Saudi First Division League abgestiegen.
- Buraida:
  - al-Raed
  - al-Taawoun
- Chamis Muschait:
  - Damac FC
- Dammam:
  - al-Ettifaq
- Dschidda:
  - al-Ahli
  - al-Ittihad
- Hofuf:
  - al-Fateh SC
- Khobar:
  - al-Qadisiyah ( ▲Aufsteiger)
- al-Madschmaʿa:
  - al-Fayha FC
- Mekka:
  - al-Wahda
- Nadschran:
  - al-Okhdood
- ar-Rass:
  - al-Kholood ( ▲Aufsteiger)
- Riad:
  - al-Hilal (Meister und Pokalsieger 2024)
  - al-Nassr FC
  - al-Riyadh SC
  - al-Shabab
- Saihat:
  - al-Khaleej FC
- Sakaka:
  - al-Orobah FC ( ▲Aufsteiger)

## Tabelle
| Pl.                       | Verein           | Sp. | S  | U  | N  | Tore    | Diff. | Punkte |
| ------------------------- | ---------------- | --- | -- | -- | -- | ------- | ----- | ------ |
| 1.                        | al-Ittihad       | 34  | 26 | 5  | 3  | 079:350 | +44   | 83     |
| 2.                        | al-Hilal (M, P)  | 34  | 23 | 6  | 5  | 095:410 | +54   | 75     |
| 3.                        | al-Nassr FC      | 34  | 21 | 7  | 6  | 080:380 | +42   | 70     |
| 4.                        | al-Qadisiyah (N) | 34  | 21 | 5  | 8  | 053:310 | +22   | 68     |
| 5.                        | al-Ahli          | 34  | 21 | 4  | 9  | 069:360 | +33   | 67     |
| 6.                        | al-Shabab        | 34  | 18 | 6  | 10 | 065:410 | +24   | 60     |
| 7.                        | al-Ettifaq       | 34  | 14 | 8  | 12 | 044:450 | −1    | 50     |
| 8.                        | al-Taawoun       | 34  | 12 | 9  | 13 | 040:390 | +1    | 45     |
| 9.                        | al-Kholood (N)   | 34  | 12 | 4  | 18 | 042:640 | −22   | 40     |
| 10.                       | al-Fateh SC      | 34  | 11 | 6  | 17 | 047:610 | −14   | 39     |
| 11.                       | al-Riyadh SC     | 34  | 10 | 8  | 16 | 037:520 | −15   | 38     |
| 12.                       | al-Khaleej FC    | 34  | 10 | 7  | 17 | 040:570 | −17   | 37     |
| 13.                       | al-Fayha FC      | 34  | 8  | 12 | 14 | 027:490 | −22   | 36     |
| 14.                       | Damac FC         | 34  | 9  | 8  | 17 | 037:500 | −13   | 35     |
| 15.                       | al-Okhdood       | 34  | 9  | 7  | 18 | 033:560 | −23   | 34     |
| 16.                       | al-Wahda         | 34  | 9  | 6  | 19 | 042:670 | −25   | 33     |
| 17.                       | al-Orobah FC (N) | 34  | 9  | 3  | 22 | 031:740 | −43   | 30     |
| 18.                       | al-Raed          | 34  | 6  | 3  | 25 | 041:660 | −25   | 21     |
| Stand: Saisonende 2024/25 |                  |     |    |    |    |         |       |        |

| Zum Saisonende 2024/25: |
| Saudi-Arabischer Meister, Teilnahme an der Gruppenphase der AFC Champions League Elite 2025/26 Vizemeister und Qualifikation für die Gruppenphase der AFC Champions League Elite 2025/26 Qualifikation für die Gruppenphase des AFC Champions League Two 2025/26 Teilnahme an der AFC Champions League Elite 2025/26 als Sieger der AFC Champions League Elite 2024/25 Abstieg in die Saudi First Division League |

| Zum Saisonende 2023/24: |                                                                                           |
| (M)                     | Amtierender Meister: al-Hilal                                                             |
| (P)                     | Amtierende Pokalsieger: al-Hilal                                                          |
| (N)                     | Aufsteiger aus der Saudi First Division League: al-Kholood, al-Orobah FC und al-Qadisiyah |

## Spiele
Die Kreuztabelle stellt die Ergebnisse aller Spiele der Spielzeit dar. Die Heimmannschaft ist in der linken Spalte, die Gastmannschaft in der oberen Zeile aufgelistet. Sortiert sind die Vereine nach dem Tabellenstand der Vorsaison.
|              | HIL | NAS | AHI | TAW | ITT | ETQ | FAT | SHA | FAY | DAM | KHA | RAE | WAH | RIY | OKH | QAD | ORB | KHO |
| ------------ | --- | --- | --- | --- | --- | --- | --- | --- | --- | --- | --- | --- | --- | --- | --- | --- | --- | --- |
| al-Hilal     |     | 1:3 | 2:3 | 2:0 | 3:1 | 3:1 | 9:0 | 2:2 | 3:0 | 3:2 | 3:0 | 3:2 | 4:1 | 1:1 | 4:0 | 2:0 | 4:0 | 5:1 |
| al-Nassr FC  | 1:1 |     | 1:1 | 1:1 | 2:3 | 2:3 | 3:1 | 2:2 | 3:0 | 2:0 | 2:0 | 1:1 | 2:0 | 2:1 | 3:1 | 1:2 | 3:0 | 3:1 |
| al-Ahli      | 1:2 | 2:3 |     | 2:0 | 2:2 | 1:3 | 2:0 | 3:2 | 5:0 | 4:2 | 2:2 | 2:0 | 1:0 | 5:0 | 1:1 | 4:1 | 2:0 | 4:1 |
| al-Taawoun   | 0:2 | 1:1 | 2:4 |     | 1:2 | 1:1 | 2:0 | 2:2 | 1:0 | 3:0 | 2:0 | 4:3 | 0:2 | 3:2 | 1:0 | 0:1 | 0:0 | 1:1 |
| al-Ittihad   | 4:1 | 2:1 | 1:0 | 2:1 |     | 3:2 | 2:0 | 2:1 | 3:0 | 1:0 | 4:1 | 4:1 | 7:1 | 2:1 | 1:1 | 3:1 | 2:0 | 4:3 |
| al-Ettifaq   | 1:1 | 0:3 | 1:2 | 1:0 | 0:4 |     | 1:2 | 3:1 | 0:2 | 0:0 | 2:1 | 0:1 | 2:1 | 1:0 | 1:0 | 0:2 | 0:1 | 2:3 |
| al-Fateh SC  | 3:4 | 3:2 | 1:0 | 1:2 | 2:0 | 1:2 |     | 3:1 | 1:1 | 2:1 | 1:2 | 3:1 | 1:2 | 1:2 | 2:4 | 1:1 | 1:0 | 1:1 |
| al-Shabab    | 1:2 | 1:2 | 3:1 | 1:0 | 2:3 | 0:1 | 2:2 |     | 2:1 | 2:0 | 5:1 | 2:1 | 3:1 | 2:1 | 0:0 | 2:3 | 6:0 | 2:0 |
| al-Fayha FC  | 0:2 | 1:4 | 0:1 | 0:0 | 1:1 | 1:1 | 1:1 | 0:2 |     | 2:1 | 0:0 | 0:5 | 0:0 | 2:0 | 2:0 | 2:1 | 0:1 | 1:0 |
| Damac FC     | 2:2 | 2:3 | 0:2 | 2:2 | 2:1 | 0:3 | 0:1 | 1:0 | 2:2 |     | 0:1 | 1:0 | 0:1 | 2:2 | 3:1 | 1:0 | 1:2 | 2:1 |
| al-Khaleej   | 3:2 | 1:3 | 0:3 | 0:1 | 1:1 | 1:2 | 1:5 | 0:1 | 0:0 | 1:1 |     | 4:0 | 0:2 | 1:2 | 2:3 | 1:1 | 3:0 | 1:0 |
| al-Raed      | 3:5 | 1:2 | 0:2 | 0:1 | 1:3 | 1:1 | 2:1 | 1:2 | 0:2 | 0:2 | 1:2 |     | 2:2 | 1:2 | 0:2 | 0:1 | 3:1 | 1:2 |
| al-Wahda     | 1:1 | 0:2 | 2:3 | 1:0 | 1:4 | 2:2 | 1:0 | 1:3 | 2:2 | 2:3 | 1:3 | 3:1 |     | 3:3 | 2:3 | 0:3 | 2:1 | 0:1 |
| al-Riyadh SC | 0:3 | 0:1 | 0:1 | 1:0 | 0:1 | 0:0 | 2:2 | 1:3 | 0:0 | 0:0 | 2:2 | 1:3 | 1:0 |     | 1:0 | 2:1 | 2:4 | 3:1 |
| al-Okhdood   | 0:3 | 0:9 | 2:1 | 1:1 | 1:2 | 0:2 | 1:3 | 1:1 | 1:2 | 0:0 | 1:2 | 1:0 | 1:2 | 0:1 |     | 0:0 | 4:0 | 1:2 |
| al-Qadisiyah | 2:1 | 2:1 | 1:0 | 0:3 | 1:1 | 1:1 | 3:0 | 0:1 | 2:0 | 2:1 | 1:0 | 2:0 | 3:1 | 1:0 | 2:0 |     | 3:1 | 4:1 |
| al-Orobah FC | 0:5 | 0:3 | 0:2 | 3:2 | 0:2 | 1:2 | 1:0 | 0:3 | 2:2 | 1:0 | 1:2 | 0:4 | 4:2 | 0:1 | 0:1 | 0:2 |     | 2:0 |
| al-Kholood   | 2:4 | 3:3 | 1:0 | 0:2 | 0:1 | 1:0 | 2:1 | 0:2 | 2:0 | 1:2 | 2:1 | 2:1 | 1:0 | 3:2 | 0:1 | 0:3 | 3:3 |     |

## Torschützenliste

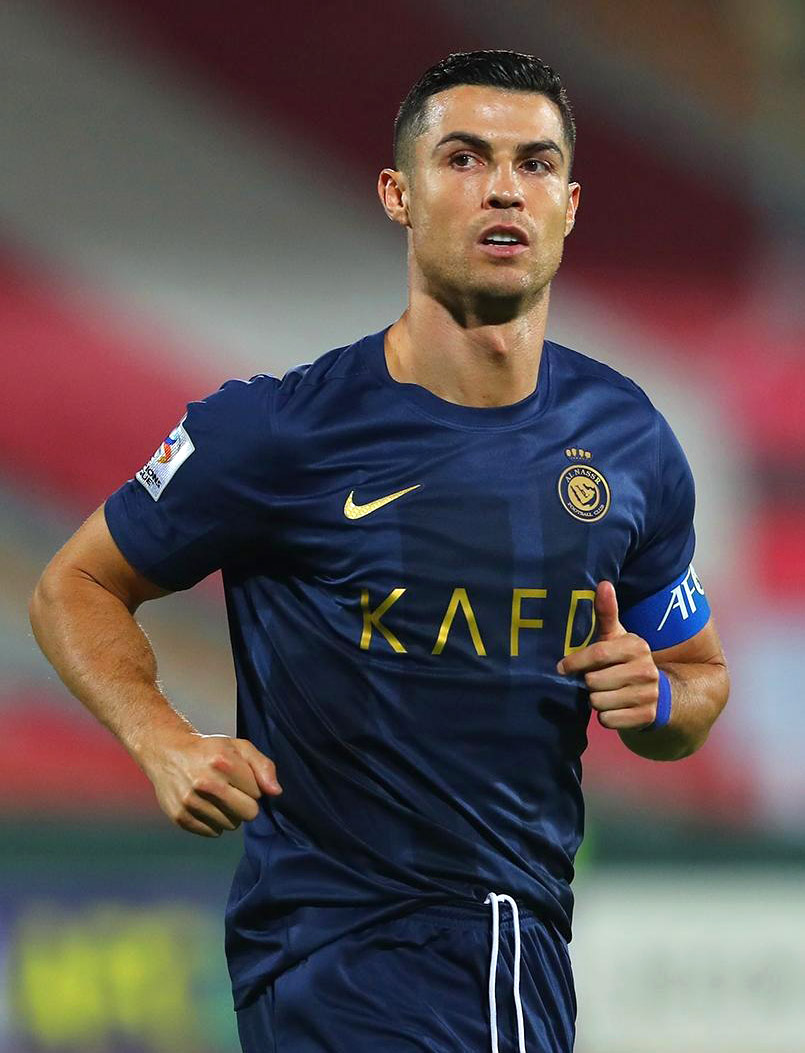
Cristiano Ronaldo

| Platz | Spieler                   | Mannschaft   | Tore |
| ----- | ------------------------- | ------------ | ---- |
| 1.    | Cristiano Ronaldo         | al-Nassr FC  | 25   |
| 2.    | Ivan Toney                | al-Ahli      | 23   |
| 3.    | Karim Benzema             | al-Ittihad   | 21   |
| 3.    | Abderrazak Hamdallah      | al-Shabab    | 21   |
| 5.    | Julián Quiñones           | al-Qadisiyah | 20   |
| 6.    | Aleksandar Mitrović       | al-Hilal     | 19   |
| 7.    | Pierre-Emerick Aubameyang | al-Qadisiyah | 17   |
| 7.    | Marcos Leonardo           | al-Hilal     | 17   |
| 9.    | Salem al-Dawsari          | al-Hilal     | 15   |
| 9.    | Myziane Maolida           | al-Kholood   | 15   |

Stand: Saisonende 2024/25

## Meistermannschaft
(In Klammern sind die Spiele und Tore angegeben)
| al-Ittihad |
| - Tor: Predrag Rajković (28/-), Mohammed al-Mahasneh (5/-), Hamed al-Shanqity (1/-) - Abwehr: Hassan Kadesh (31/2), Muhannad al-Shanqeeti (28/1), Danilo Pereira (26/2), Fawaz al-Sqoor (24/2), Saad al-Mousa (23/-), Abdulelah al-Amri (20/-), Mario Mitaj (18/1), Muath Faqeehi (8/-), Ahmed Sharahili (1/-) - Mittelfeld: Fabinho (32/2), N’Golo Kanté (31/4), Houssem Aouar (30/12), Hamed al-Ghamdi (17/1), Abdulelah Hawsawi (12/-), Unai Hernández (9/1), Awad al-Nashri (8/-), Mohanad Fallatah (1/-) - Angriff: Karim Benzema (29/21), Abdulrahman al-Aboud (29/7), Steven Bergwijn (25/13), Moussa Diaby (24/5), Saleh al-Shehri (18/4), Abdulaziz al-Bishi (12/-) - Trainer: Laurent Blanc |

- Ahmed al-Ghamdi (2/-) und Luiz Felipe (1/-) haben den Verein im Laufe der Saison verlassen.

## Auszeichnungen
Saisonale Auszeichnungen
- Spieler der Saison:  Karim Benzema (al-Ittihad)
- Bester saudi-arabischer Spieler:  Salem al-Dawsari (al-Hilal)
- Bester Trainer:  Laurent Blanc (al-Ittihad)
- Bester Torhüter:  Koen Casteels (al-Qadisiyah)
- Bester Torschütze:  Cristiano Ronaldo (al-Nassr FC)
- Bester Nachwuchsspieler:  Musab al-Juwayr (al-Shabab)

Monatliche Auszeichnungen
| Monat     | Spieler des Monats                 | Trainer des Monats          | Torhüter des Monats            | Nachwuchsspieler des Monats | Nachweis                    |
| --------- | ---------------------------------- | --------------------------- | ------------------------------ | --------------------------- | --------------------------- |
| Sep. 2024 | Aleksandar Mitrović (al-Hilal)     | Jorge Jesus (al-Hilal)      | Koen Casteels (al-Qadisiyah)   | Musab al-Juwayr (al-Shabab) | [ 6 ]                       |
| Okt. 2024 | Moussa Diaby (al-Ittihad)          | Laurent Blanc (al-Ittihad)  | Predrag Rajković (al-Ittihad)  | Musab al-Juwayr (al-Shabab) | [ 7 ]                       |
| Nov. 2024 | Sergej Milinković-Savić (al-Hilal) | Laurent Blanc (al-Ittihad)  | Koen Casteels (al-Qadisiyah)   | Musab al-Juwayr (al-Shabab) | [ 8 ]                       |
| Jan. 2025 | Marcos Leonardo (al-Hilal)         | Stefano Pioli (al-Nassr FC) | Yassine Bounou (al-Hilal)      | Musab al-Juwayr (al-Shabab) | [ 9 ]                       |
| Feb. 2025 | Cristian Guanca (al-Shabab)        | Laurent Blanc (al-Ittihad)  | Orlando Mosquera (al-Fayha FC) | Musab al-Juwayr (al-Shabab) | [ 10 ]                      |
| Mär. 2025 | Cristian Guanca (al-Shabab)        | Fatih Terim (al-Shabab)     | Orlando Mosquera (al-Fayha FC) | Musab al-Juwayr (al-Shabab) | [ 11 ] [ 12 ] [ 13 ] [ 14 ] |
| Apr. 2025 | Roger Ibañez (al-Ahli)             | Matthias Jaissle (al-Ahli)  | Édouard Mendy (al-Ahli)        | Musab al-Juwayr (al-Shabab) | [ 15 ]                      |
| Mai 2025  | Salem al-Dawsari (al-Hilal)        | Laurent Blanc (al-Ittihad)  | Marek Rodák (al-Ettifaq)       | Musab al-Juwayr (al-Shabab) | [ 16 ] [ 17 ] [ 18 ] [ 19 ] |